# Paradoxo de Lucas
Em economia, o paradoxo de Lucas ou o quebra - cabeça de Lucas é a observação de que o capital não flui dos países desenvolvidos para os países em desenvolvimento, apesar do fato de que os países em desenvolvimento têm níveis mais baixos de capital por trabalhador.
A teoria econômica clássica prevê que o capital deve fluir dos países ricos para os países pobres, devido ao efeito de retornos decrescentes do capital. Os países pobres têm níveis mais baixos de capital por trabalhador - o que explica, em parte, por que eles são pobres. Nos países pobres, a escassez de capital em relação ao trabalho deve significar que os retornos relacionados à infusão de capital são mais altos do que nos países desenvolvidos. Em resposta, os poupadores dos países ricos deveriam considerar os países pobres como locais lucrativos para investir. Na realidade, as coisas não parecem funcionar dessa maneira. Surpreendentemente, pouco capital flui dos países ricos para os países pobres. Esse quebra-cabeça, notoriamente discutido em um artigo de Robert Lucas em 1990, costuma ser chamado de "Paradoxo de Lucas". 
As explicações teóricas para o Paradoxo de Lucas podem ser agrupadas em duas categorias. 
1. O primeiro grupo atribui a quantidade limitada de capital recebido pelas nações mais pobres a diferenças nos fundamentos que afetam a estrutura de produção da economia, como diferenças tecnológicas, fatores de produção ausentes, políticas governamentais e a estrutura institucional.
2. O segundo grupo de explicações enfoca as imperfeições do mercado internacional de capitais, principalmente o risco soberano (risco de nacionalização) e a assimetria de informações. Embora o retorno esperado do investimento possa ser alto em muitos países em desenvolvimento, ele não flui por causa do alto nível de incerteza associado a esses retornos esperados.

## Exemplos do paradoxo de Lucas: Desenvolvimento de nações do Terceiro Mundo durante o século XX
O trabalho seminal de Lucas foi uma reação às tendências observadas nos esforços de desenvolvimento internacional durante o século XX. As regiões caracterizadas pela pobreza, como o Sul da Ásia e a África, receberam atenção especial com relação ao subinvestimento previsto por Lucas. As nações africanas, com sua população empobrecida e ricos recursos naturais, foram mantidas como exemplo do tipo de nações que, sob pressupostos neoclássicos, seriam capazes de oferecer retornos extremamente altos ao capital. A escassa capital estrangeira que as nações africanas recebem fora da caridade de corporações multinacionais revela até que ponto Lucas capturou as realidades dos atuais fluxos globais de capital.
Autores mais recentemente focaram suas explicações para o paradoxo da primeira categoria de explicação de Lucas, a diferença nos fundamentos da estrutura de produção. Alguns apontaram a qualidade das instituições como o principal determinante dos fluxos de capital para as nações mais pobres. Como evidência do papel central desempenhado pela estabilidade institucional, foi demonstrado que a quantidade de investimento estrangeiro direto que um país recebe é altamente correlacionada à força da infraestrutura e à estabilidade do governo naquele país. 

## Contra-exemplo do paradoxo de Lucas: desenvolvimento econômico americano
Embora a hipótese original de Lucas tenha sido largamente aceita como descritiva do período moderno da história, o paradoxo não surge claramente antes do século XX. A era colonial, por exemplo, destaca-se como uma era de fluxos de capital desimpedidos. O sistema do imperialismo produziu condições econômicas particularmente favoráveis ao movimento do capital, de acordo com os pressupostos da economia clássica. A Grã-Bretanha, por exemplo, foi capaz de projetar, impor e controlar a qualidade das instituições em suas colônias para capitalizar os altos retornos do capital no novo mundo. 
Jeffrey Williamson explorou em profundidade essa inversão do Paradoxo de Lucas no contexto colonial. Embora não enfatizado pelo próprio Lucas, Williamson afirma que a migração de mão-de-obra desimpedida é uma das maneiras pelas quais o capital flui para os cidadãos das nações em desenvolvimento. A estrutura do império era particularmente importante para facilitar a migração internacional de baixo custo, permitindo que os salários convergissem para as regiões do Império Britânico. Por exemplo, nos séculos XVII e XVIII, a Inglaterra incentivou seus cidadãos a se mudarem para a América, onde havia escassez de mão-de-obra, endossando um sistema de servidão contratada para viabilizar a migração para o exterior. 
Enquanto a Grã-Bretanha permitiu o livre fluxo de capital do velho para o novo mundo, o sucesso do empreendimento americano após a Revolução Americana é um bom exemplo do papel dos quadros institucionais e legais para facilitar um fluxo contínuo de capital. O compromisso da Constituição Americana com os direitos de propriedade privada, os direitos de liberdade pessoal; e o forte direito contratual permitia que o investimento da Grã-Bretanha para a América continuasse mesmo sem os incentivos do relacionamento colonial. Desta forma, o desenvolvimento econômico americano inicial, tanto pré quanto pós-revolução, fornece um estudo de caso para as condições sob as quais o Paradoxo de Lucas é invertido. Mesmo depois que o nível médio de renda na América excedeu o da Grã-Bretanha, as instituições exportadas sob o imperialismo e os marcos legais estabelecidos após a independência permitiram fluxos de capital de longo prazo da Europa para a América. 